# Tetrastichus paracholus
Tetrastichus paracholus är en stekelart som beskrevs av Burks 1943. Tetrastichus paracholus ingår i släktet Tetrastichus och familjen finglanssteklar. Inga underarter finns listade i Catalogue of Life.